# Lycée Laetitia-Bonaparte
 (janvier 2018).
Si vous disposez d'ouvrages ou d'articles de référence ou si vous connaissez des sites web de qualité traitant du thème abordé ici, merci de compléter l'article en donnant les références utiles à sa vérifiabilité et en les liant à la section « Notes et références ».
Le lycée Laetitia-Bonaparte est un établissement public local d’enseignement général et technologique, situé à Ajaccio (Corse). Il s’agit du plus gros établissement d’enseignement secondaire de l’académie de Corse avec chaque année environ 1400 élèves et étudiants régulièrement inscrits.

## Histoire
La cité scolaire du lycée Laetitia-Bonaparte a vu le jour en 1964 sur les hauteurs ouest d’Ajaccio. Lycée de jeunes filles à son ouverture, il s’agissait alors d’un seul et même établissement (collège et lycée) qui proposait un enseignement général de la classe de 6e à la terminale, et un enseignement technique. Les bâtiments sont l'œuvre des architectes J. Fayeton et F. Gallini.

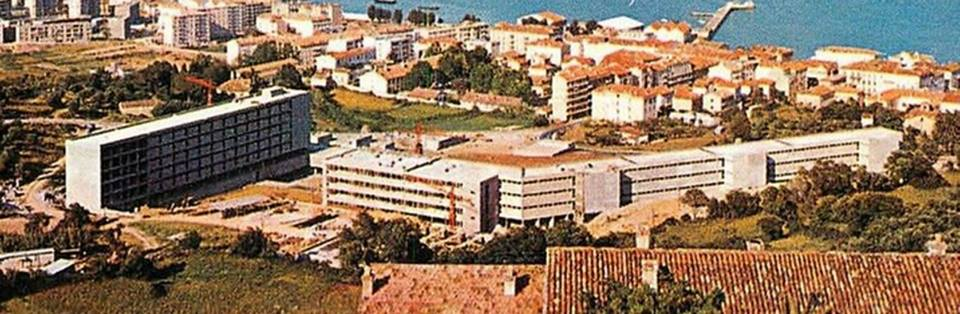
Le lycée en construction (vue de l'arrière).

Au mois d’avril 1964, on pouvait lire dans Le Provençal : « Ici à flanc de coteau, d’un univers de boue, de bulldozers grondants, de bétonnières grinçantes, est sorti en quelques mois le grandiose et harmonieux ensemble, symphonie moderne de béton et d’acier, du lycée Laetitia-Bonaparte, d’où les lycéens de demain auront la ville à leurs pieds… ».
En 1983, l'enseignement technique dispensé par l'établissement depuis son ouverture est transféré au lycée professionnel du Finosello. De plus, le campus a été scindé en deux établissements distincts : le collège Laetitia-Bonaparte, qui accueille les classes de 6e jusqu'à la 3e, et le lycée Laetitia-Bonaparte qui accueille les élèves de la 2de à la terminale.
En 1996, le lycée Laetitia-Bonaparte a connu sa plus grosse extension avec la création du pôle technologique. Un étage tout entier a été installé sur le bâtiment principal, permettant ainsi l'accueil et l'ouverture des classes préparatoires aux grandes écoles au côté des BTS Électronique.
Considéré depuis des années comme le plus gros établissement d’enseignement secondaire de l’académie de Corse, le lycée Laetitia-Bonaparte accueille les élèves et étudiants de toute la région en les préparant au baccalauréat général ou technologique, ainsi qu’au brevet de technicien supérieur et aux concours d’entrée aux écoles d’ingénieurs.
Depuis la rentrée scolaire 2018-2019, l'établissement est dirigé par Sylvie Peraldi, auparavant proviseur du lycée professionnel Finosello.

## Campus
Le campus, d'une superficie de 5 hectares, comprend un grand parc. Deux établissements scolaires distincts sont implantés sur ce campus : le collège Laetitia-Bonaparte et le lycée Laetitia-Bonaparte.

### Collège Laetitia-Bonaparte
Le collège Laetitia-Bonaparte accueille, de la sixième à la troisième, jusqu'à 600 élèves âgés de 11 à 15 ans. Situé à l'ouest du campus, il s'agit d'un seul et unique bâtiment mitoyen de l'externat du lycée. En 2008, le bâtiment a bénéficié d'une extension de 450 mètres carrés réalisée par le cabinet ADP Architectes visant à accueillir de nouvelles salles de classe, notamment pour les cours de technologie et la tenue des conseils de classe. Classé en REP, Le collège offre la possibilité d'intégrer une classe bilingue en langue corse, mais également une section sportive Voile et une classe à horaires aménagés musicale en lien avec le Conservatoire Henri Tomasi.

### Lycée Laetitia-Bonaparte
Le lycée Laetitia-Bonaparte accueille, de la seconde aux classes post-baccalauréat, jusqu'à 1500 élèves et étudiants âgés de 15 à 21 ans. L'établissement se compose de trois bâtiments distincts : le bâtiments principal situé au cœur du campus, l'internat et l'externat mitoyen du collège, pour une surface d'enseignement de 18 000 mètres carrés.

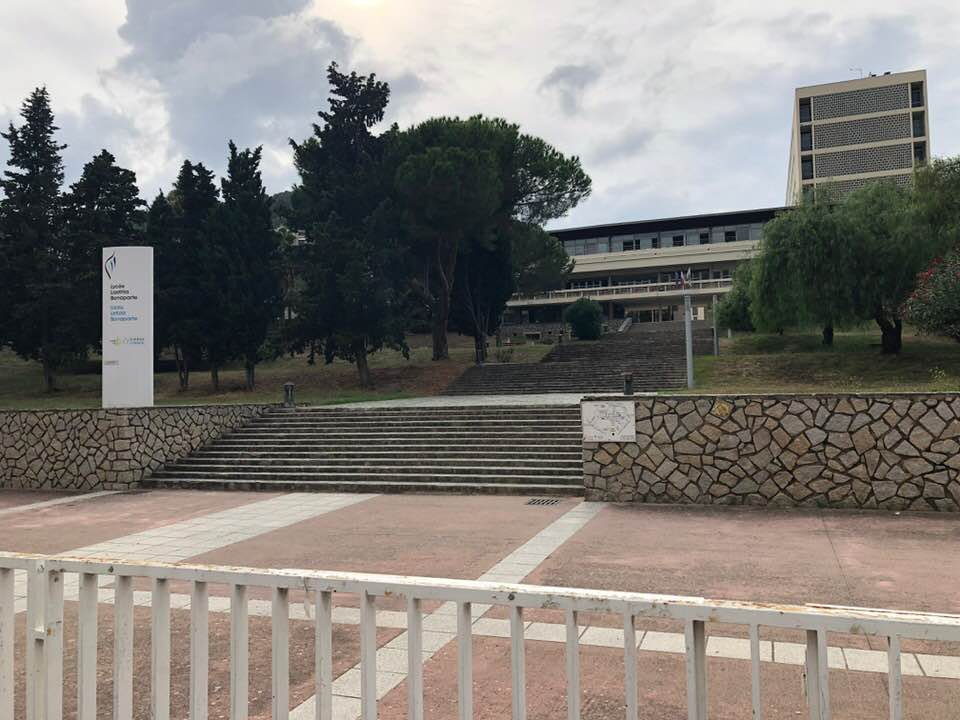
Entrée du lycée Laetitia-Bonaparte.

L'établissement dispose de la plus grosse capacité d'accueil parmi les lycées de Corse : 48 divisions de la 2de aux classes post-baccalauréat. Un peu plus de 400 élèves sont scolarisés chaque année en classe de 2de, et entre 350 et 400 élèves en 1re et terminale. Plus de 200 étudiants sont également scolarisés en BTS ou en CPGE.
Outre une équipe de 140 enseignants, plus de 80 personnels de direction, de laboratoire et d'entretien y travaillent et encadrent les lycéens qui y suivent une formation classique préparant aux examens du baccalauréat général (S, ES et L) mais également une formation en filière technologique (STMG et STI2D). En outre, depuis la rentrée scolaire 2010-2011, il est possible pour les élèves inscrits en filière littéraire de préparer l'Esabac au sein de l'établissement.
Les enseignements d'exploration en classe de 2de sont variés : SI, CIT, MPS, SES, PFEG, ICN, Arts...
Les bacheliers ont également la possibilité de suivre une formation de deux années en classe de BTS, caractérisée notamment par deux stages obligatoires de six semaines en milieu professionnel, dans un cadre national et international.
Les CPGE scientifiques du lycée sont ouvertes depuis la rentrée scolaire 1996-1997 et destinées aux bacheliers scientifiques désireux d'intégrer une école d'ingénieur. Enfin, un GRETA-CFA implanté au sein de l'établissement propose formation professionnelle et en apprentissage.

## Formations
Le lycée Laetitia-Bonaparte propose des formations courtes et semi-professionnalisantes, accessibles aux titulaires du baccalauréat : les classes de BTS tertiaires qui préparent au brevet de technicien supérieur en deux ans, et les CPGE scientifiques. La réussite aux deux années d'études permet la validation de 120 crédits ECTS ainsi que, pour les CPGE, l'équivalence pour les deux premières années de licence en sciences de l'ingénieur (informatique, physique-chimie et physique-mathématiques).

### Classes préparatoires aux grandes écoles (CPGE)
Depuis 1996, le lycée Laetitia-Bonaparte est le seul établissement de l'académie de Corse à proposer une formation scientifique en CPGE, au sein de laquelle est dispensé un enseignement en chimie, mathématiques, sciences physiques et industrielles. Actuellement, seule la spécialité PTSI (physique, technologie et sciences de l'ingénieur) est accessible en première année. Cette unique classe accueille jusqu'à 32 étudiants qui, en deuxième année, s'orientent soit en PSI (physique et sciences de l'ingénieur), soit en PT (physique et technologie).
L'accès en CPGE est réservé aux titulaires du baccalauréat scientifique, quelle que soit l'option suivie en classe de terminale. Pour sélectionner les candidats, la commission d'admission examine tout particulièrement les résultats et appréciations de première et de terminale en mathématiques, physique-chimie, français et anglais ainsi qu'en sciences de l'ingénieur (si cette option a été choisie).

### Brevet de technicien supérieur (BTS)
Le lycée Laetitia-Bonaparte propose 5 spécialités de BTS tertiaires :
- BTS Support à l'action managériale (remplace le BTS Assistant de Manager depuis la rentrée 2018)[7]
- BTS Comptabilité et gestion
- BTS Négociation et digitalisation de la relation client
- BTS Services informatiques aux organisations

Option : Solutions d'infrastructure, systèmes et réseaux (SISR)
Option : Solutions logicielles et applications métiers (SLAM)
- BTS Systèmes numériques - Option B : Électronique et communication

L'étudiant inscrit dans une de ces filières doit accomplir l'équivalent de 12 semaines de stage (réparties sur les deux années). Dans le cas du BTS SAM, le stage de première année, soit 6 semaines, doit obligatoirement se dérouler à l'étranger (le plus souvent au Royaume-Uni, en Italie ou en Espagne).

## Classement et résultats aux examens

### Classement du lycée
Pour l'année 2018, le magazine L'Étudiant a classé le lycée Laetitia-Bonaparte 1er sur 15 au niveau régional et 315e sur 2277 au niveau national.
Pour 2018 également, le magazine L'Express a quant à lui classé l'établissement 224e sur 2277 au niveau national.
Ce classement tient compte compte de plusieurs facteurs, qui varient selon les sources : le taux de réussite au bac, le taux de stabilité (accès de la seconde au bac) au sein de l'établissement, le taux de mentions obtenues par les bacheliers de l'établissement et enfin la valeur ajoutée.

### Taux de réussite au baccalauréat
Le lycée Laetitia-Bonaparte affiche à l'issue des épreuves du second groupe les taux de réussite suivants sur les cinq dernières années :
| Années                    | 2019         | 2019  | 2018         | 2018            | 2017         | 2017            | 2016         | 2016            | 2015         |
| ------------------------- | ------------ | ----- | ------------ | --------------- | ------------ | --------------- | ------------ | --------------- | ------------ |
| Séries                    | Taux d'admis | Évol. | Taux d'admis | Évol.           | Taux d'admis | Évol.           | Taux d'admis | Évol.           | Taux d'admis |
| Série S                   | -            |       | 97%          | en stagnation   | 97%          | en diminution   | 98%          | en stagnation   | 98%          |
| Série ES                  | -            |       | 100%         | en augmentation | 95%          | en diminution   | 100%         | en augmentation | 95%          |
| Série L                   | -            |       | 98%          | en augmentation | 97%          | en diminution   | 98%          | en diminution   | 100%         |
| Série STMG                | -            |       | 100%         | en augmentation | 98%          | en augmentation | 92%          | en diminution   | 94%          |
| Série STI2D               | -            |       | 97%          | en augmentation | 96%          | en stagnation   | 96%          | en diminution   | 100%         |
| Taux de réussite global : | -            |       | 98%          | en augmentation | 96%          | en diminution   | 97%          | en stagnation   | 97%          |

Après la publication des résultats, un pot est traditionnellement organisé pour féliciter les bacheliers ayant obtenu une mention bien ou très bien.

### Résultats aux concours d'entrée aux grandes écoles
Le lycée Laetitia-Bonaparte affiche les résultats suivants aux concours des trois dernières années scolaires :
En 2018, près de 68% des étudiants ont intégré une école d'ingénieur. Ce taux est légèrement en baisse par rapport à 2017 (71%) et 2016 (81%).
| Sessions                                       | Concours 2019                              | Concours 2019                              | Concours 2019 | Concours 2019 | Concours 2018 (34 étudiants) | Concours 2018 (34 étudiants) | Concours 2018 (34 étudiants) | Concours 2018 (34 étudiants) | Concours 2017 (34 étudiants) | Concours 2017 (34 étudiants) | Concours 2017 (34 étudiants) |
| ---------------------------------------------- | ------------------------------------------ | ------------------------------------------ | ------------- | ------------- | ---------------------------- | ---------------------------- | ---------------------------- | ---------------------------- | ---------------------------- | ---------------------------- | ---------------------------- |
| Grandes écoles                                 | Inscrits                                   | Admissibles                                | Intégrés      | Évol.         | Inscrits                     | Admissibles                  | Intégrés                     | Évol.                        | Inscrits                     | Admissibles                  | Intégrés                     |
| École polytechnique                            | -                                          | -                                          | -             |               | 20                           | 2                            | 0                            | en stagnation                | 19                           | 4                            | 0                            |
| École Nationale Supérieure des Arts et Métiers | -                                          | -                                          | -             |               | 29                           | 11                           | 2                            | en diminution                | 32                           | 11                           | 3                            |
| Concours Commun ENSAM                          | -                                          | -                                          | -             |               | 31                           | 30                           | 9                            | en stagnation                | 34                           | 33                           | 9                            |
| Concours Commun Centrale                       | -                                          | -                                          | -             |               | 18                           | 7                            | 3                            | en augmentation              | 21                           | 4                            | 0                            |
| Concours Commun Mines                          | -                                          | -                                          | -             |               | 24                           | 11                           | 1                            | en diminution                | 21                           | 11                           | 2                            |
| Concours Commun Polytechnique                  | -                                          | -                                          | -             |               | 30                           | 14                           | 4                            | en augmentation              | 33                           | 16                           | 1                            |
| Autres (INSA, ENAC...)                         | -                                          | -                                          | -             |               | 12                           | 9                            | 4                            | en diminution                | 16                           | 13                           | 9                            |
| Étudiants ayant intégré une grande école :     | Étudiants ayant intégré une grande école : | Étudiants ayant intégré une grande école : | -             |               |                              |                              | 23                           | en diminution                |                              |                              | 24                           |

Depuis 2007, une cérémonie officielle est organisée chaque année au lycée : il s'agit du « Prix Ange Frassati » décerné par le Club Rotary Ajaccio - Parata.
Cette cérémonie, médiatisée, se déroule la veille des vacances scolaires d'hiver et vise à promouvoir le parcours des étudiants en classes préparatoires aux grandes écoles. Pour chaque filière, un lauréat est nommé sur la base des résultats qu'il a obtenu aux concours d'entrée aux grandes écoles. Le prix est généralement remis par un ancien étudiant des CPGE du lycée Laetitia-Bonaparte, dont la situation professionnelle est assise et qui est le parrain de la promotion entrante.

### Taux de réussite aux examens du BTS
Au cours des trois dernières sessions, le lycée Laetitia-Bonaparte affiche les taux de réussite suivants :
| Sessions                                                       | Juin 2019    | Juin 2019 | Juin 2018    | Juin 2018       | Juin 2017    |
| -------------------------------------------------------------- | ------------ | --------- | ------------ | --------------- | ------------ |
| Spécialités                                                    | Taux d'admis | Évol.     | Taux d'admis | Évol.           | Taux d'admis |
| BTS Assistant de manager (AM)*                                 |              |           | 92%          | en augmentation | 83%          |
| BTS Comptabilité et gestion (CG)                               | -            |           | 72%          |                 | 50%          |
| BTS Négociation et digitalisation de la relation client (NDRC) | -            |           | 88%          | en augmentation | 85%          |
| BTS Services informatiques aux organisations (SIO)             | -            |           | 88%          | en diminution   | 100%         |
| BTS Support à l'action managériale (SAM)**                     | -            |           |              |                 |              |
| BTS Systèmes numériques (SN)                                   | -            |           | 100%         | en augmentation | 69%          |
| Taux de réussite global :                                      | -            |           | 88%          | en augmentation | 77%          |

*La dernière session d'examens du BTS AM avant son remplacement par le BTS SAM s'est déroulée en juin 2018.
**La première session d'examens du BTS SAM s'est déroulée en juin 2019.

## Personnels de direction
- Sylvie Peraldi (depuis 2018)
- Jean-Pierre Casanova (2006-2018)
- Victor Antonetti (2000-2006)
- Ange Frassati (1997-2000)
- Jules Renucci (1982-1997)
- Françoise Guidicelli (1967-1982)
- Hélène Beucler (1964-1967)